# (3024) Hainan
(3024) Hainan ist ein Asteroid des Hauptgürtels, der am 23. Oktober 1981 am Purple-Mountain-Observatorium in Nanjing entdeckt wurde.
Der Asteroid wurde am 15. September 1989 nach der neugegründeten südostchinesische Provinz Hainan benannt.